# Basílica de San José (Alameda)
La basílica de San José (en inglés: Basilica of St. Joseph) es una iglesia católica situada en la pequeña ciudad de Alameda, California, en el 1109 Chestnut Street. Su historia se remonta a los primeros asentamientos de la ciudad de Alameda, en Estados Unidos. Una antigua iglesia de la misión de San Antonio en Oakland, la parroquia de San José se estableció en 1885. Es parte de la diócesis de Oakland. La basílica fue agregada al Registro Nacional de Lugares Históricos el 18 de septiembre de 1978.
La fundación de San José se remonta a una misión católica en Alameda, creada en 1873 por el arzobispo de San Francisco, José Sadoc Alemany, para servir a la creciente población católica.
La iglesia de la misión construida en 1873, fue utilizada como un lugar de culto durante más de veinte años. Una nueva iglesia fue diseñada por el arquitecto H.A. Minton de Massachusetts. Llegó al oeste para ayudar a reconstruir San Francisco después del terremoto de 1906. La piedra angular fue fijada el 22 de agosto de 1920 por el arzobispo de San Francisco Edward Joseph Hanna. La iglesia contenía una campana donada por los Caballeros de Colón, que había sido formada a partir de metal de la campana de la iglesia anterior dañada por el fuego en 1919. La primera misa en la nueva iglesia tuvo lugar el 25 de diciembre de 1921.

## Véase también

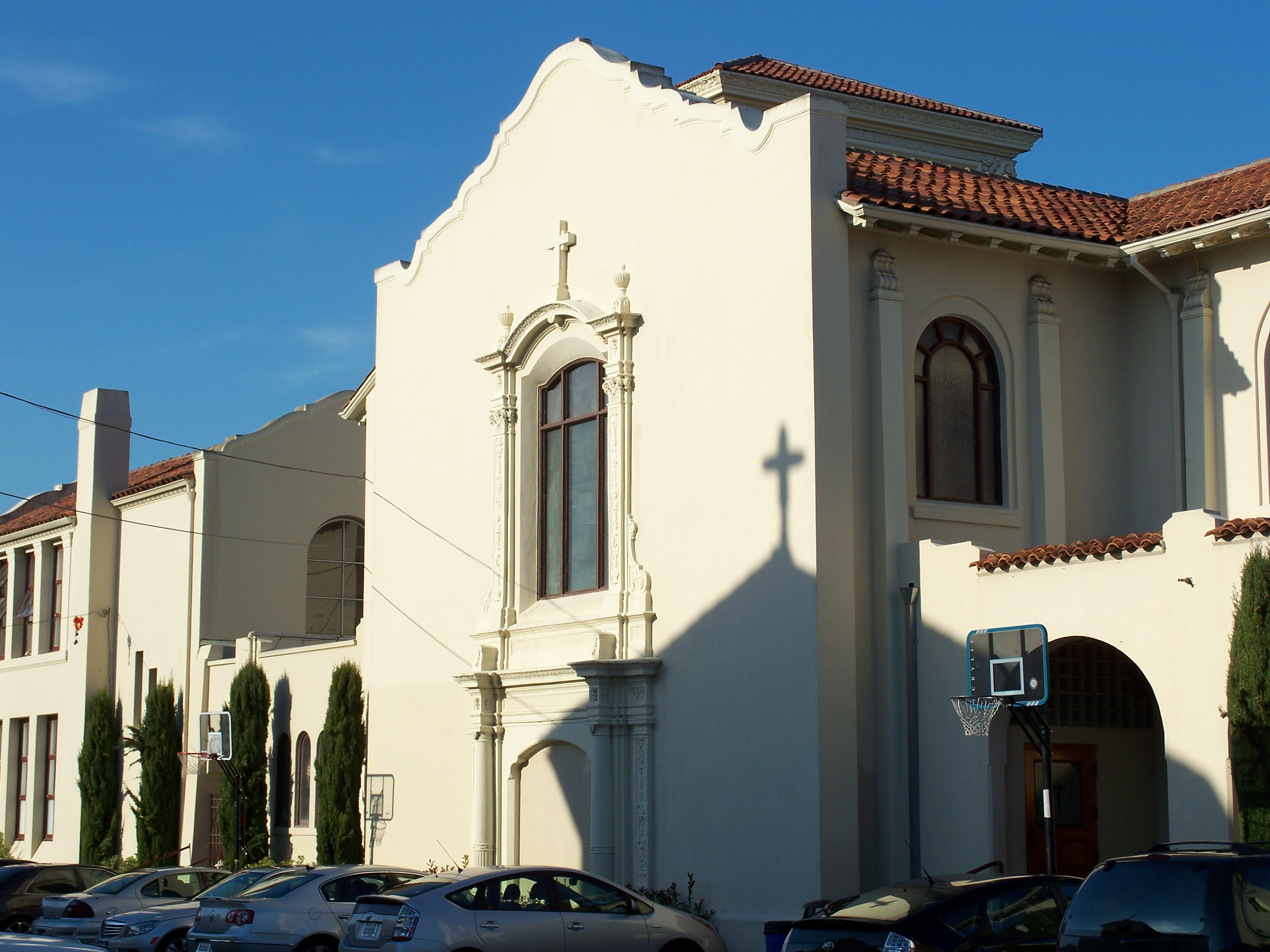
Otra vista del templo